# کریستاپور کوشناریان
کریستاپور استپانی کوشناریان (کوشناروف) (ارمنی: Քրիստափոր Ստեփանի Քուշնարյան (Կուշնարյով)؛ زاده ۲۳ مهٔ ۱۸۹۰ - درگذشته ۲۵ ژانویهٔ ۱۹۶۰) آهنگساز، موسیقی‌دان، آموزش موسیقی اهل ارمنستان بود. وی بین سال‌های - تا - میلادی فعالیت می‌کرد.

## زندگی‌نامه
وی در ۴ ژوئن [سبک قدیمی: ۲۳ مه] ۱۸۹۰ در سیمفروپول به دنیا آمد و از دانشگاه دولتی سن پترزبورگ و کنسرواتوار سنت پیترزبورگ فارغ‌التحصیل گشت.  وی همچنین برنده جوایزی همچون نشان برجسته افتخار و چهره هنری شایسته ارمنستان شوروی () شد. وی در ۲۵ ژانویهٔ ۱۹۶۰ در سن ۶۹ سالگی در سن پترزبورگ درگذشت.

## نگارخانه

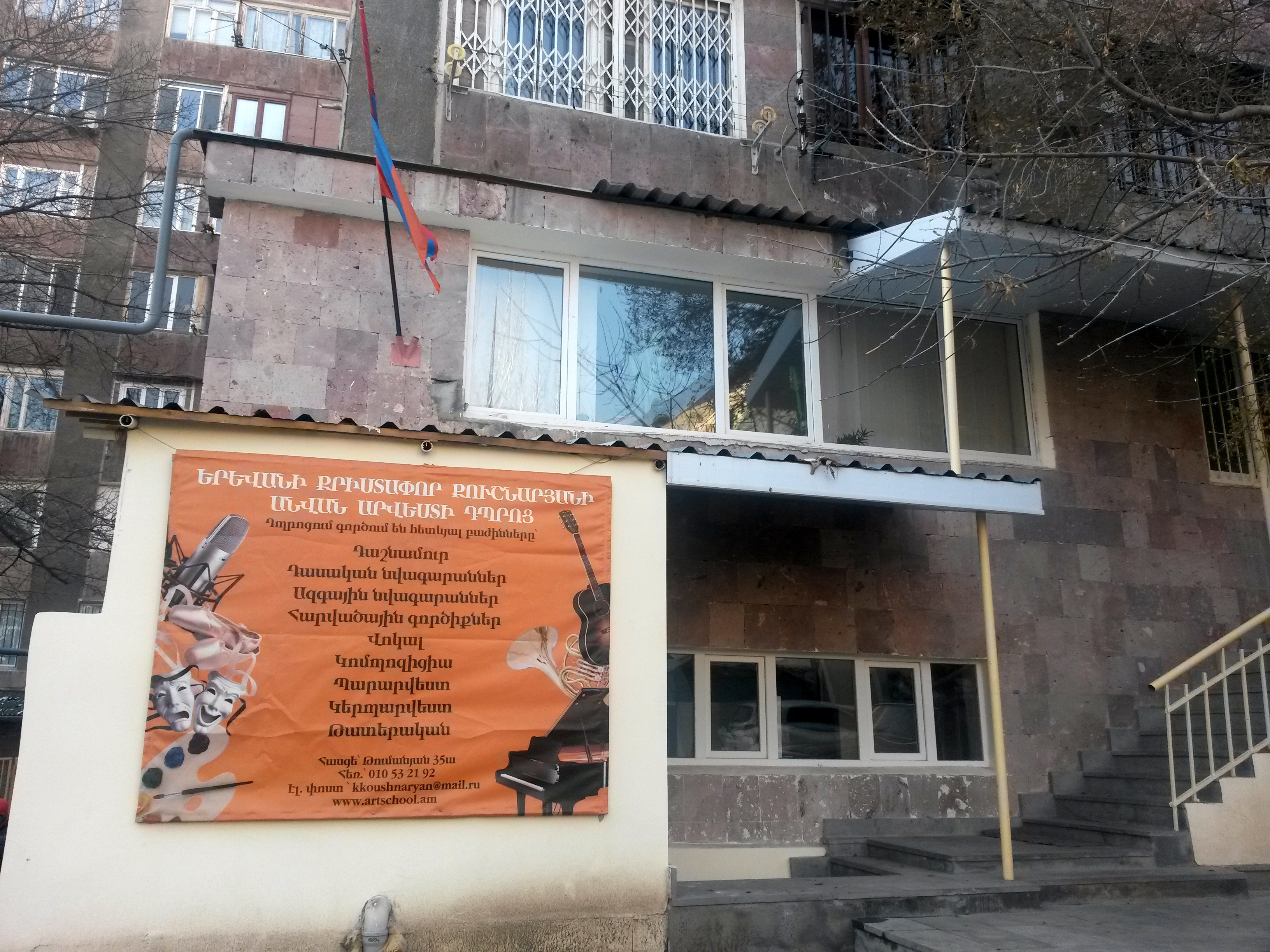